# Kim Tae-hoon
Kim Tae-hoon (en hangul, 김태훈) (Seúl; 25 de mayo de 1975) es un actor surcoreano de cine y televisión.

## Carrera
En 2020 se sumó a la segunda temporada de la serie de Netflix Kingdom para interpretar a Lee Kang-yoon.
En marzo de 2020 se anunció que se había unido al elenco de la serie Outing, para dar vida a Lee Woo-chul, el director de producción de radio y el esposo de Han Jung-wun (Han Hye-jin).

## Filmografía

### Series de televisión
- Riding Life (ENA, 2025)
- Friendly Rivalry (U+ Mobile TV,  2025)[2]
- Jeong-nyeon: The Star Is Born (tvN, 2024)[3]
- Mi adorable demonio (SBS, 2023-24)[4]
- My Dearest (MBC, 2023)[5]
- Delightfully Deceitful (tvN, 2023)[6]
- Queenmaker (Netflix, 2023)[7][8]
- Goo Pil Soo Is Not There (Olleh TV, 2022)[9]
- Like Butterfly (tvN, 2021)
- My Unfamiliar Family (tvN, 2020)[10]
- Outing (TVN, 2020)
- Kingdom (Netflix, 2020)
- Communication Range Breakaway (TVN, 2020)
- Secret Boutique (SBS, 2019)
- Hold Me Tight (MBC, 2018)
- 20th Century Boy and Girl (MBC, 2017)
- Lookout (MBC, 2017)
- FantastiC (jTBC, 2016)
- One More Happy Ending (MBC, 2016)
- Respond 1988 (TVN, 2015) cameo
- Hidden Identity (TVN, 2015)
- My Love Eun Dong (jTBC, 2015)
- Angry Mom (MBC, 2015)
- Bad Guys (OCN, 2014)
- Secret Door (SBS, 2014)
- Temptation (SBS, 2014)
- Pure Love (KBS2, 2013)
- Innocent Man (KBS2, 2012)
- Rememory (KBS2, 2012)
- Operation Proposal (TV Chosun, 2012)
- You're So Pretty (MBC, 2011)
- King Geunchogo (KBS1, 2010)
- You Are Very Good (KBS1, 2008)
- Goodbye Solo (KBS2, 2006)

### Cine
- My Wife Has Gaigned Weight (2020)
- Samjin Company English Class (2020) (cameo)
- Mission Possible (2020)
- Persona (2019)
- Mal-Mo-E: The Secret Mission (2019) también conocida como "Malmoi"
- The Pension (2018)
- Love+Sling (2018)
- The Swindlers (2017)
- Glass Garden (2017)
- A Quiet Dream (2016) (cameo)
- Trick (2016)
- Snow Paths (2016)
- The Long Way Home (2015)
- The Admiral: Roaring Currents (2014)
- Gyeongju (2014)
- Battlefield - Whirlwind Sea (2013)
- An Ethics Lesson (2013)
- When Winter Screams (2013)
- Run to the South (2013)
- Ghost Sweepers (2012)
- Shotgun Love (2011)
- If You Were Me 5 (2010)
- Short! Short! (2010)
- Detective K: el secreto de la viuda virtuosa (2010)
- El hombre sin pasado (2010).[11][12]
- Viewfinder (2009)
- Parallel Life (2010)
- The Pit and The Pendulum (2008)
- Way To Go, Rose (2006)
- Quiz King (2005)
- Woman is the Future of Man (2004)
- Mission Possible (2021)

### Presentador
| Año  | Evento                                        | Notas                                |
| ---- | --------------------------------------------- | ------------------------------------ |
| 2012 | 10th Asiana International Short Film Festival | copresentador - junto a Yoo Jun-sang |